# Кишпек
Кишпек — река в России, протекает в Чегемском и Баксанском районах Кабардино-Балкарской Республики. Длина реки составляет 34 км. площадь водосборного бассейна 50,1 км².
Начинается в буковом лесу Урспи вблизи села Лечинкай, течёт в общем северо-восточном направлении. Устье реки находится на 45-м км правого берега реки Баксан на территории села Кишпек.
Основной приток — река Фандуко — впадает слева.

## Данные водного реестра
По данным государственного водного реестра России относится к Западно-Каспийскому бассейновому округу, водохозяйственный участок реки — Баксан, без реки Черек. Речной бассейн реки — реки бассейна Каспийского моря междуречья Терека и Волги.
Код объекта в государственном водном реестре — 07020000712108200004789.